# Pinna attenuata
Pinna attenuata is een tweekleppigensoort uit de familie van de Pinnidae. De wetenschappelijke naam van de soort is voor het eerst geldig gepubliceerd in 1858 door Reeve.